# Невестино (Бургаська область)
Неве́стино (болг. Невестино) — село в Бургаській області Болгарії. Входить до складу общини Карнобат.

## Населення
За даними перепису населення 2011 року у селі проживали 380 осіб.
Національний склад населення села:
| Національність   | Кількість осіб | Відсоток |
| ---------------- | -------------- | -------- |
| болгари          | 246            | 65,8%    |
| цигани           | 96             | 25,7%    |
| турки            | 25             | 6,7%     |
| інша             | 0              | 0%       |
| не визначились   | 7              | 1,9%     |
| Всього відповіли | 374            |          |

Розподіл населення за віком у 2011 році:
Динаміка населення: